# パーフェクト・マシーン
『パーフェクト・マシーン』（Perfect Machine）は、アメリカ合衆国のジャズ・ミュージシャン、ハービー・ハンコックが1988年に発表したスタジオ・アルバム。

## 背景
ブーツィー・コリンズや、オハイオ・プレイヤーズのボーカリストとして知られるリロイ・シュガーフット・ボナーといった、ファンク系のミュージシャンが起用された。ハンコックは後年、本作はコロムビア・レコードが商業的な作品を求めていたため、創造性は乏しいアルバムになったと語っている。そして、ハンコックは本作を最後に、1973年より所属してきたコロムビアを離れた。

## 反響・評価
セールス的には大きな成功に至らず、アメリカでは総合アルバム・チャートのBillboard 200入りを逃し、『ビルボード』のR&Bアルバム・チャートでは最高65位にとどまった。Richard S. Ginellはオールミュージックにおいて5点満点中2.5点を付け「大部分はドカドカとしたファンク色の強いテクノポップだが、幾分かの気迫もある」と評している。

## 収録曲
1. パーフェクト・マシーン - "Perfect Machine" (Herbie Hancock, Bill Laswell, Nicky Skopelitis) - 6:41
2. オブセッション - "Obsession" (H. Hancock, B. Laswell, Bootsy Collins, Leroy Bonner) - 5:22
3. ヴァイブ・アライヴ - "Vibe Alive" (H. Hancock, B. Laswell, B. Collins, L. Bonner, Mico Wave) - 5:30
4. ビート・ワイズ - "Beat Wise" (H. Hancock, B. Laswell, B. Collins, L. Bonner) - 5:56
5. 処女航海〜Pバップ - "Maiden Voyage / P. Bop" (H. Hancock, B. Laswell, B. Collins, N. Skopelitis) - 6:38
6. ケミカル・レジデュー - "Chemical Residue" (H. Hancock) - 6:02

### リマスターCDボーナス・トラック
1. ヴァイブ・アライヴ（エクステンディッド・ダンス・ミックス） - "Vibe Alive (Extended Dance Mix)" (H. Hancock, B. Laswell, B. Collins, L. Bonner, M. Wave)
2. ビート・ワイズ（12インチ・エディット） - "Beat Wise (12-Inch Edit)" (H. Hancock, B. Laswell, B. Collins, L. Bonner)

## 参加ミュージシャン
- ハービー・ハンコック - シンセサイザー、ピアノ、キーボード、ヴォコーダー
- リロイ・シュガーフット・ボナー - ボーカル
- ジェフ・ボヴァ（英語版） - シンセサイザー・プログラミング
- マイコ・ウェイヴ - ミニ・モーグ、エレクトリックベース、トーク・ボックス、ヴォコーダー
- ブーツィー・コリンズ - エレクトリックベース、ヴォコーダー
- グランドミキサーD.ST - ターンテーブリズム（英語版）
- ニッキー・スコペリティス - ドラムマシン